# Kalínina (Timashovsk, Krasnodar)
Kalínina (del ruso: Калинина) es un jútor del raión de Timashovsk del Krai de Krasnodar, en el sur de Rusia, situado en la orilla derecha del río Kirpili, 8 km al noroeste de Timashovsk y 71 km al norte de Krasnodar, la capital del krai. Tenía 392 habitantes en 2010.
Pertenece al municipio Dnepróvskoye.